# Лесная Поляна (Самарская область)
Лесная Поляна — поселок в Сызранском районе Самарской области. Входит в состав сельского поселения Усинское.

## История
В 1973 г. Указом Президиума ВС РСФСР поселок участка № 3 совхоза «Пионер» переименован в Лесная Поляна.

## Население
| 2010 |
| ---- |
| 64   |